# São Vicente (eiland)
São Vicente (Crioulo: Sanvicente of Sanvcênt) is een eiland in het noordwesten van Kaapverdië, dat behoort tot de geografische regio Ilhas de Barlavento.

## Geografie

### Plaatsen op het eiland
Het eiland São Vicente zelf is voor statistische doeleinden opgedeeld in de volgende plaatsen:
| - Baía das Gatas - Lameirão - Mindelo - Monte Verde | - Norte da Baía - Parque Indústrial do Lazareto - Ribeira da Vinha - Ribeira de Calheu | - Ribeira Julião - Salamansa - São Pedro |

### Landschap
Het eiland heeft ongeveer een rechthoekige vorm met een oppervlakte van ongeveer 227 km². De oost-west-as is ongeveer 24 km, de noord-zuid-as ongeveer 16 km. Het relatief vlakke midden van het eiland wordt door drie middelhoge bergen begrensd.
Ondanks de vulkanische oorsprong is het eiland vrij vlak. Het hoogste punt is de tafelberg en beschermd natuurgebied Monte Verde (letterlijk vertaald: de groene berg), met een hoogte van 774 m. Andere bergen zijn de Monte Cara (berg met het gezicht) zo genoemd omdat, vooral bij zonsopgang, een gezicht in de berg is te herkennen en de Topona.
Een grote onderzeese vulkaankrater in het noordwesten van het eiland vormt een van de mooiste en veiligste natuurlijke havens (o Porto Grande) in het Centraal-Atlantische gebied.

## Geschiedenis
Het eiland werd ontdekt in 1462 op 22 januari (de dag van Sint Vincentius, Portugees: São Vicente) door de Portugese zeevaarder Diogo Gomes. Vanwege het dorre klimaat bleef het eiland eeuwenlang vrijwel onbewoond. De natuurlijke haven werd vooral door piraten gebruikt. Om die reden werd in 1734 een militaire ingenieur vanuit Portugal naar het eiland gestuurd met de opdracht een fortificatie te bouwen om de haven uit handen van Britse, Franse en Hollandse piraten te houden.
Om de populatie van het eiland te stimuleren werd langdurige vrijstelling van belastingheffing ingesteld. Omdat de nabijgelegen eilanden Santo Antão en São Nicolau veel betere omstandigheden kenden was er nagenoeg geen belangstelling voor vestiging. Het eiland werd door sommige bewoners van Santo Antão gebruikt om vee te houden. Pas in 1790 verschenen de eerste hutten op het eiland. De Portugezen ondernamen nog enkele pogingen om het eiland te bevolken, die geen van allen het gewenste resultaat opleverden.
In de 19e eeuw raakte het Portugese rijk in verval en nadat ze in 1822 Brazilië als kolonie verloren nam Groot-Brittannië de economische controle over São Vicente over.
In 1838 werd aan de Porto Grande een steenkoolopslag gevestigd voor de bevoorrading van de scheepvaart op de Atlantische Oceaan. Dit leidde tot het ontstaan van het huidige Mindelo. Door de opkomst van de stoomvaart in de tweede helft van de negentiende eeuw vestigden zich diverse Engelse steenkoolhandelaren om de schepen te bevoorraden.
Vanwege de ligging in de Atlantische Oceaan kwamen schepen van over de hele wereld met zeelieden van vele verschillende nationaliteiten naar de haven van Mindelo. Hierdoor ontwikkelde Mindelo zich tot een cultureel middelpunt voor onder andere muziek, literatuur en sport.
In 1874 werd de eerste trans-Atlantische telegrafiekabel van Londen over São Vicente naar Brazilië gelegd. De schepen Hibernia en Edinburgh legden de kabel van Madeira naar São Vicente. Van daar trokken deze schepen samen met de Seine en Investigator een kabel naar Recife, de hoofdstad van de Braziliaanse deelstaat Pernambuco. Aan het strand Matiota werd daarvoor een telegrafiekantoor gebouwd. Het gebouw aan de Praça Nova (Nieuwe Plein) heeft later nog enige tijd dienstgedaan als ziekenhuis en is tegenwoordig nog in gebruik als post- en telefoniekantoor. In 1885 legde de India Rubber Gutta Percha & Telegraph Works een kabel van Kameroen via de militaire post Bathurst (tegenwoordig Banjul hoofdstad van Gambia) naar São Vicente. Andere lijnen volgden en zo werd Mindelo een spin in het communicatieweb van het Britse koninkrijk.
Door de omschakeling van steenkool op diesel als scheepsbrandstof aan het begin van de twintigste eeuw, raakte Mindelo de positie van belangrijke zeehaven voor de Atlantische vaart langzaam kwijt. De schepen weken uit naar onder andere Dakar en de Canarische Eilanden.

## Gezondheidszorg
Ongeveer de helft van de huishoudens is aangesloten op het openbare drinkwaterleidingnet, het landelijk gemiddelde bedraagt ongeveer 25%. De meeste huishoudens die niet zijn aangesloten, hebben een watertank op het dak. Deze wordt met tankauto's bevoorraad.
Zo'n 45% van de huishoudens is aangesloten op het rioleringsnetwerk. Er zijn diverse projecten in staat van afronden om de meest behoeftige wijken aan te sluiten op de riolering (gegevens: 2005).
Het stelsel van gezondheidszorg heeft in de afgelopen 20 jaar grote vooruitgang geboekt, onder meer door investeringen van de overheid. Ook de samenwerkingsverbanden met enkele Portugese gemeenten en instellingen, met name de gemeente Oeiras (Portugal) en de charitatieve instelling Fundação Calouste Gulbenkian.
Dankzij deze samenwerkingsverbanden beschikt het Hospital Baptista de Sousa over een volledig uitgeruste afdeling cardiologie en een afdeling intensive care voorzien van de modernste apparatuur. Naast het ziekenhuis beschikt het eiland over 3 gezondheidscentra, 3 basiseenheden voor de gezondheidszorg en twee consultatiebureaus.

## Bevolking
Volgens de volkstelling van 2010 telde São Vicente 76.107 inwoners, waarvan er 5.639 op het platteland wonen. Het eiland is daarmee een van de meest verstedelijkte eilanden van Kaapverdië: 92,6% tegen landelijk 61,8%. Het is ook het dichtstbevolkte eiland. De bevolkingsdichtheid bedraagt 335 inwoners per km².
De gemiddelde jaarlijkse bevolkingsgroei bedroeg in de periode 2000-2010 1,3%. Dit is iets hoger is dan het landelijk gemiddelde van 1,2%. De gemiddelde levensverwachting voor mannen bedraagt 67 jaar, voor vrouwen 74 jaar, wat hoger is dan in de meeste omringende Afrikaanse landen. Ook de kindersterfte is met 46 per 1000 geboorten relatief laag.
De bevolking van het eiland is merendeels jong; 66% van de bevolking is onder de 30, slechts 8,6% is 60 of ouder. Het gemiddelde huishouden bestaat uit 3,6 personen; iets onder het landelijk gemiddelde van 3,9 personen. 56% van de huishoudens woont in een eigen huis, 30% in een huurwoning.
Ongeveer 11% van de huishoudens heeft een auto, tegen landelijk 7,4%. Uit de volkstelling van 2000 blijkt dat op São Vicente 7,7% van de huishoudens een zeer hoge levensstandaard heeft, 58% van de bevolking heeft een middel tot hoge levensstandaard.

## Onderwijs
Het eiland telt 35 basisscholen met in totaal 10.225 leerlingen (schooljaar '04/'05). Het overgrote deel van de basisscholen is gevestigd in de hoofdstad Mindelo, echter zijn er o.a. in de plaatsen Calhau, Salamansa en São Pedro ook basisscholen te vinden.
Het eiland telt 5 publieke middelbare scholen met in totaal 8.350 scholieren (schooljaar '04/'05):
- Escola Secundária Jorge Barbosa met 2384 scholieren
- Escola Secundária Augusto Pinto met 2245 scholieren
- Liceu Ludjero Lima met 1593 scholieren
- Escola Técnica met 1385 scholieren
- Escola Salesiana met 743 scholieren

Daarnaast heeft het eiland 5 private instellingen voor middelbaar onderwijs:
- Wille
- Académica do Mindelo
- Centro Técnico do Mindelo
- Cooperative Ensino Técnico do Mindelo
- Cooperative Ensino Técnico do Mindelo
- Cruzeiros

Ook zijn er op São Vicente 6 instituten voor hoger onderwijs, namelijk:
- Uni-CV
- Universidade do Mindelo
- Universidade Lusófona
- Universidade Jean Piaget
- ISE
- M-EIA

## Taal
Naast het Portugees, de officiële taal, wordt in het dagelijks verkeer door de meeste inwoners Crioulo gesproken. De variant die op São Vicente wordt gesproken (lokaal : Kriol) geldt als referentie voor alle bovenwindse eilanden.

## Vervoer

### Luchtvaart

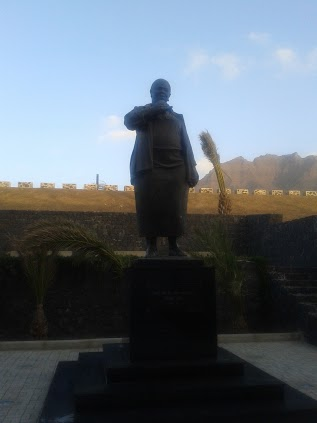
Standbeeld van Cesária Évora voor de luchthaven

In het zuidwesten van het eiland São Vicente, bij de plaats Sào Pedro, ligt de internationale Luchthaven Cesária Évora (IATA VXE, ICAO: GVSV). De luchthaven is ook bekend onder de oude naam Luchthaven São Pedro. 

De luchthaven is in de afgelopen jaren uitgebreid: de landingsbaan is verlengd van 1500 meter naar 2000 meter en is verbreed van 30 meter naar 45 meter. Het vliegveld is intussen klaar om grotere vliegtuigen te kunnen ontvangen. De luchthaven is vanuit Nederland rechtstreeks (zonder overstap) te bereiken. Daarnaast heeft het verbindingen met andere landen van de Europese Unie.

### Scheepvaart
Vanaf Gare Marítima (veerterminal) vertrekken er ferry's naar de eilanden Santo Antão, Santiago en São Nicolau. De meest frequente verbinding is die met het buureiland Santo Antão, met dagelijks 2 of 3 afvaarten. Sinds augustus 2007 zijn er catamarans in de vaart genomen, die de reistijd tussen de verschillende eilanden (over water) hebben gehalveerd.

### Fiets

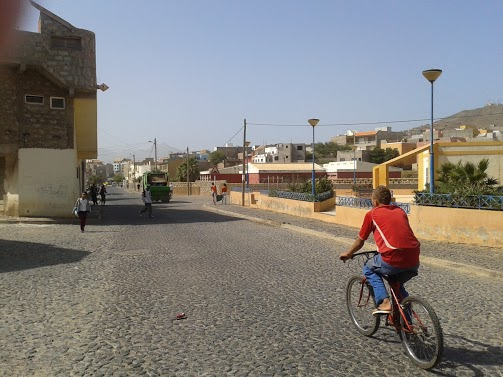
Fietsen op São Vicente

Het aantal fietsers neemt toe doordat wegen meer en meer worden geasfalteerd. Hierdoor is de fiets in de mourada, het historisch centrum van Mindelo, een normaal vervoermiddel geworden. Er is ook een mogelijkheid om fietsen te huren.

### Openbaar vervoer

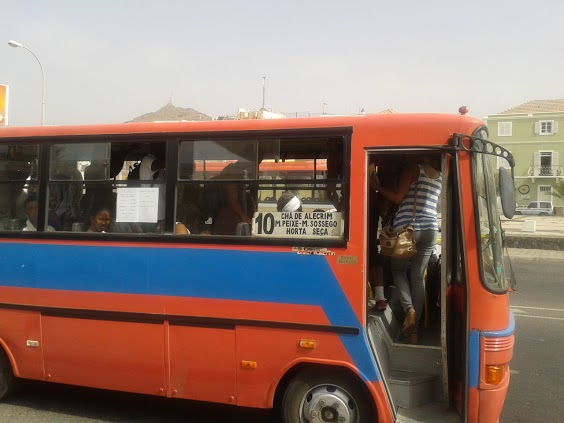
Vervoer met de bus

In Mindelo is een uitgebreid busnetwerk (8 buslijnen) dat verzorgd wordt door Transcor SA. Het vervoer is relatief goedkoop, voor Mindelo 43 escudo´s per rit (0,39 euro). Buiten Mindelo is er geen busvervoer. Wel kan gebruik worden van zogeheten aluguer-vervoer. Dit wordt uitgevoerd met autobusjes met circa 10 personen. Al het aluguer-vervoer in Mindelo start en eindigt op Rua Sao Joao, vlak bij Torre de Belém.

### Taxi
Alle taxi´s in Kaapverdie hebben een bepaalde kleur. Voor het eiland Sao Vicente is dit wit. Er zijn veel taxi´s beschikbaar, dag en nacht. De taxi mag overal stoppen om passagiers te laten instappen of te laten uitstappen. Het taxi-vervoer is relatief goedkoop: voor heel Mindelo 170 escudo´s per taxi (1,53 euro), voor heel het eiland maximaal 900 escudo´s per taxi (8,10 euro's ).

### Auto
Er zijn 4 hoofdwegen op São Vicente:
- Mindelo - São Pedro
- Mindelo - Calhau (met een afslag naar Madeiral)
- Mindelo - Baía das Gatas (met afslagen naar Monte Verde en Salamansa).
- Baía das Gatas - Calhau

## Economie

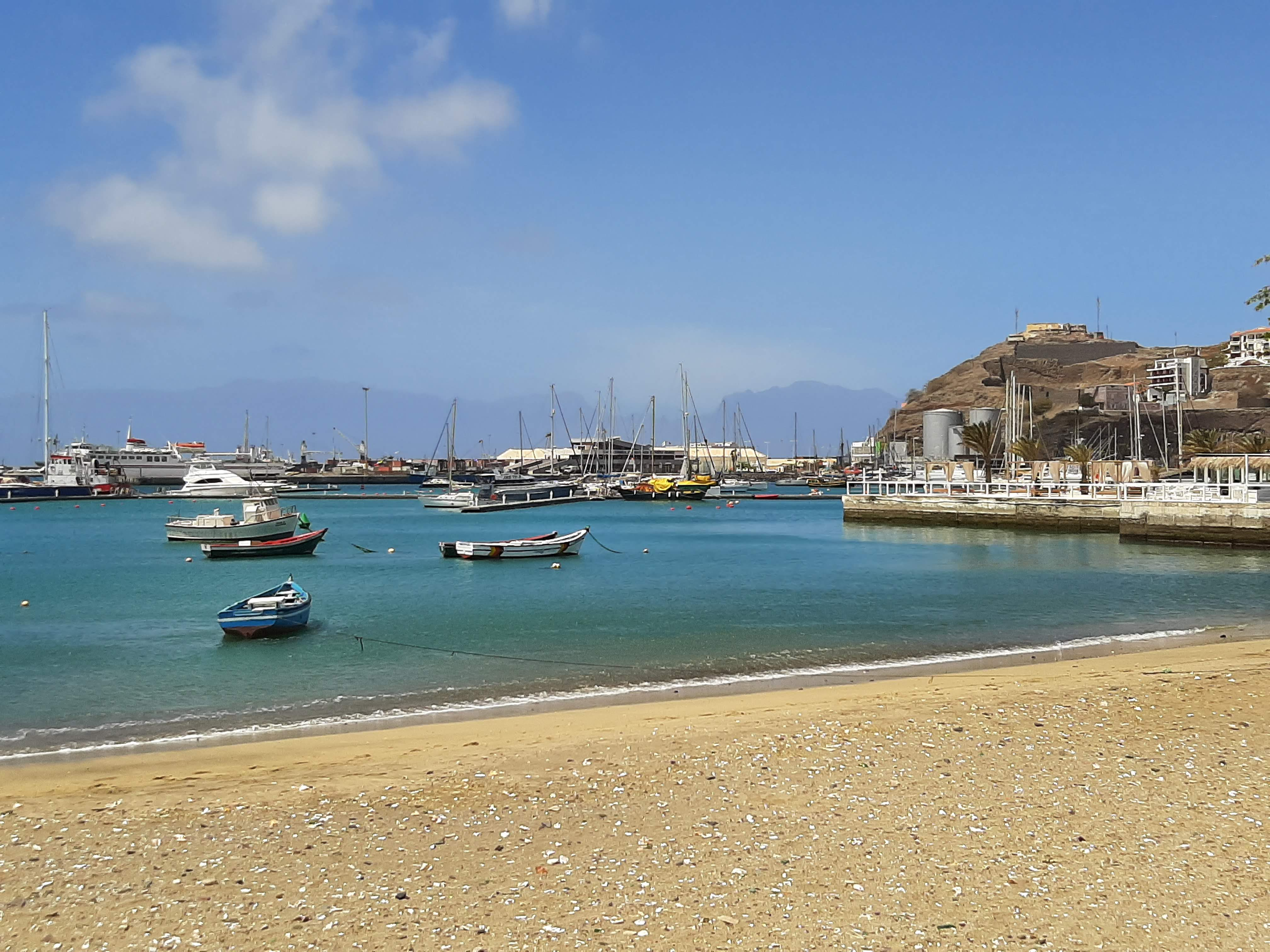
Haven van Mindelo.

De belangrijkste inkomstenbronnen zijn visserij, toerisme en de exploitatie van de natuurlijke zeehaven (o Porto Grande).
De basis voor economie van het eiland is altijd de handel en de dienstverlening geweest. Daarnaast levert de visserij een redelijke bijdrage aan de economie, niet alleen vanwege de vangsten (voornamelijk langoesten) maar ook vanwege de afgeleide industrieën zoals de conservenindustrie, het drogen en zouten van vis en de botenbouw. Vanwege het dorre klimaat heeft de landbouw vrijwel alleen betekenis voor het eigen levensonderhoud.
De Porto Grande is de grootste haven van Kaapverdië, waar dan ook de meeste import van het land binnenkomt. De haven beschikt over een containerterminal, een grote passagiersterminal, koelinstallaties en silo's. In de haven bevindt zich ook een ontziltingsinstallatie die de bewoners en schepen van drinkwater voorziet.
In de industriële sector is veel vraag naar laaggeschoolde handarbeiders. Dit trekt veel bewoners van andere eilanden naar São Vicente. Ongeveer 27% van de bevolking oefent een beroep uit waar weinig tot geen kwalificaties voor nodig zijn. Nog geen 2% van de beroepsbevolking heeft een beroep waarvoor hoge kwalificaties nodig zijn. Daar staat tegenover dat het percentage vrouwen in de hogere functies boven het landelijke gemiddelde ligt.
Volgens de volkstelling van 2000 kent São Vicente het hoogste werkloosheidspercentage van het land; 23%. Het landelijk gemiddelde bedraagt 17%. De werkloosheid treft vooral vrouwen. Op het industriegebied van het eiland (Zona Industrial do Lazareto) bevinden zich verschillende, voornamelijk met buitenlands kapitaal gefinancierde fabrieken. Het betreft voornamelijk schoenenproductie, confectie- en visverwerkende bedrijven.

## Geboren
- Cesária Évora (1941-2011), zangeres
- Kenny Rocha Santos (2000), voetballer

## Galerij

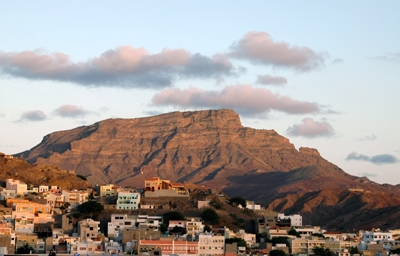
Monte Verde
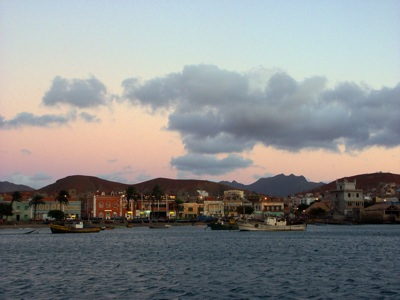
Kustlijn
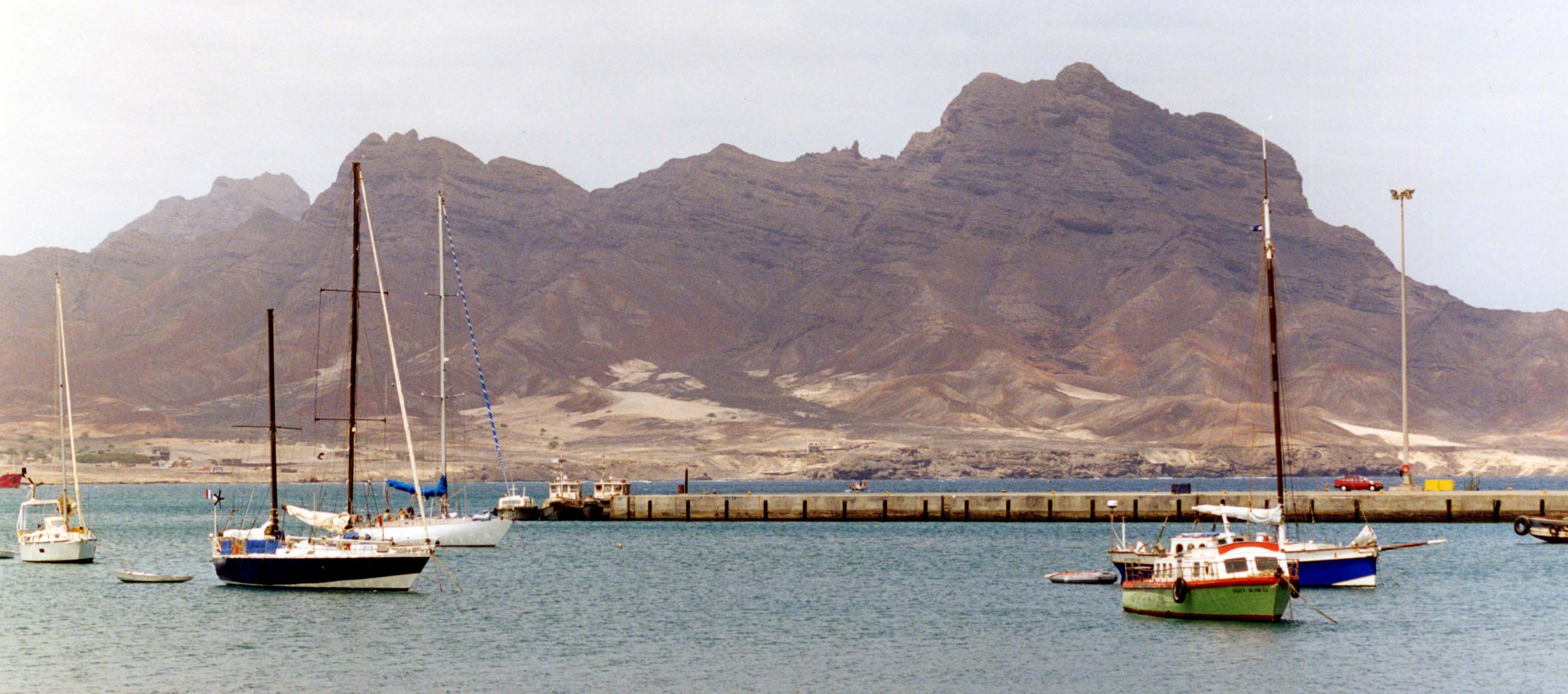
Kustlijn met zicht op Monte Cara
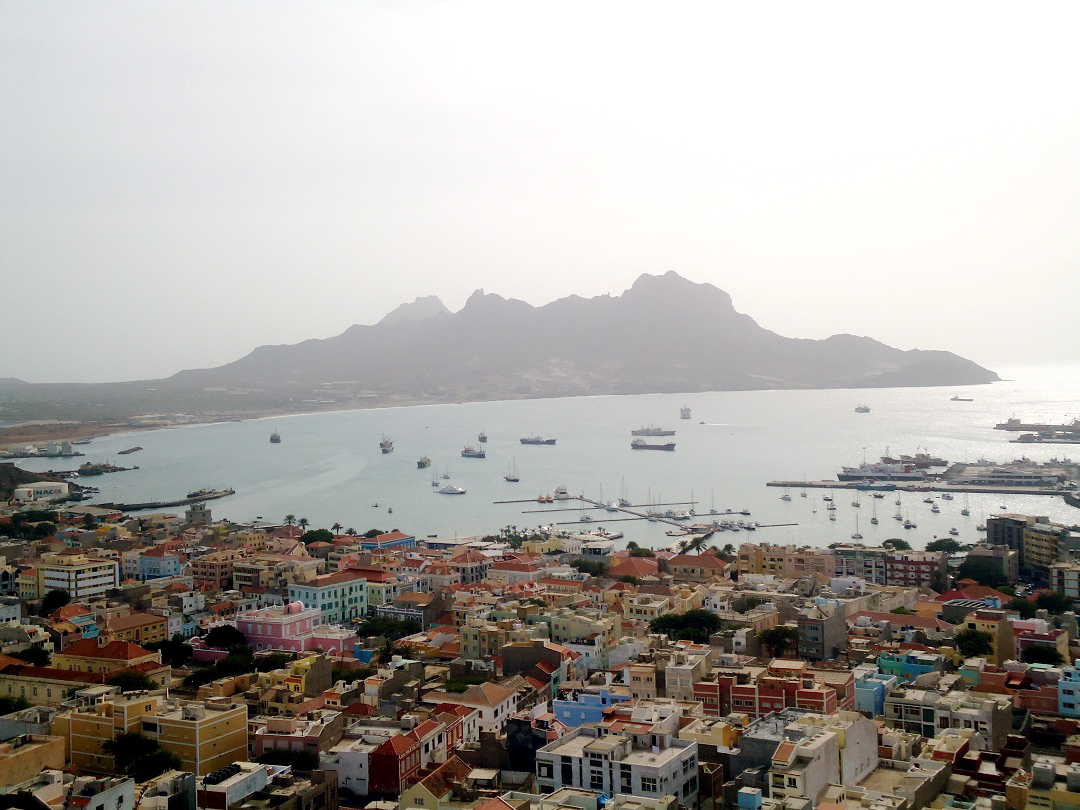
Uitzicht over het centrum van Mindelo

Barlavento-archipel: Boa Vista · Branco · Razo · Sal · Santa Luzia · Santo Antão · São Nicolau · São Vicente

Sotavento-archipel: Brava · Fogo · Maio · Santiago